# Jabadao (roman)
Pour les articles homonymes, voir Jabadao.
Jabadao est un roman d'Anne de Tourville publié en 1951 aux éditions Delamain et Boutelleau et ayant reçu la même année le prix Femina.

## Éditions
- Éditions Delamain et Boutelleau, 1951.